# Lista de selos de Portugal Colónias - Madeira
A categoria Portugal Colónias - Madeira inclui todas as emissões próprias da Madeira como território de Portugal, desde o período da Monarquia até 1928. 

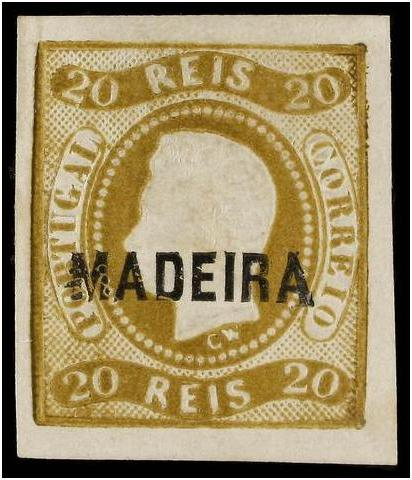
Madeira. Af.1. 1868. 20 reis

| 1868 - Madeira - D. Luís I, fita curva, não denteado - Madeira - D. Luís I, Fita curva, denteado 1871 - Madeira - D. Luís I, fita direita (1871) 1876 - Madeira - Jornaes 1879 - Madeira - D. Luís I, fita direita (1879) 1880 - Madeira - D. Luís I, de perfil 1898 - Madeira - 4.º Centenário do Descobrimento do Caminho Marítimo para a Índia 1928 - Madeira - Ceres |